# Jana Plodková
Jana Plodková (* 5. srpna 1981 Jičín) je česká herečka, držitelka Českého lva za ženský herecký výkon v hlavní roli ve filmu Protektor.

## Život a kariéra

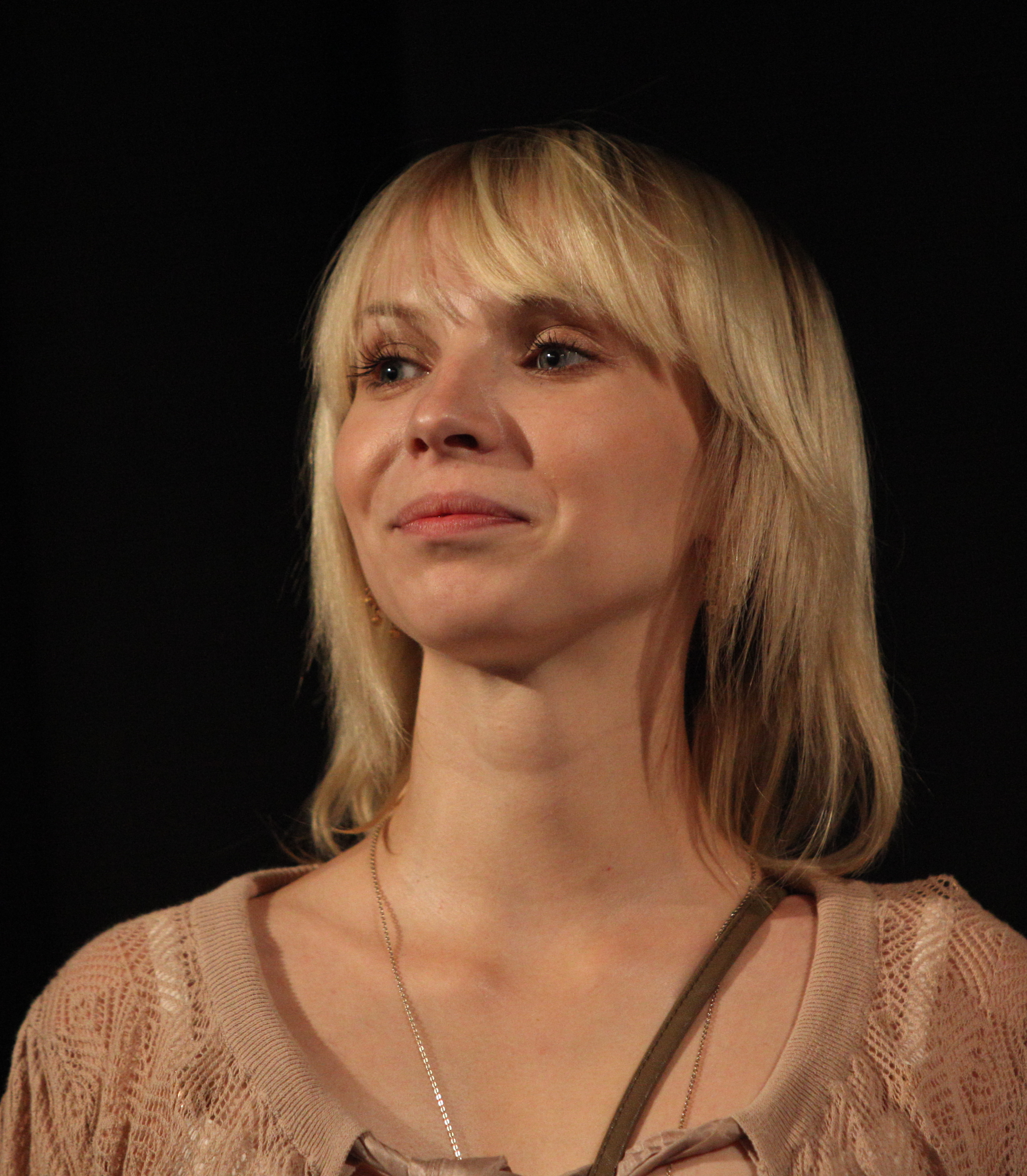
Jana Plodková v roce 2010

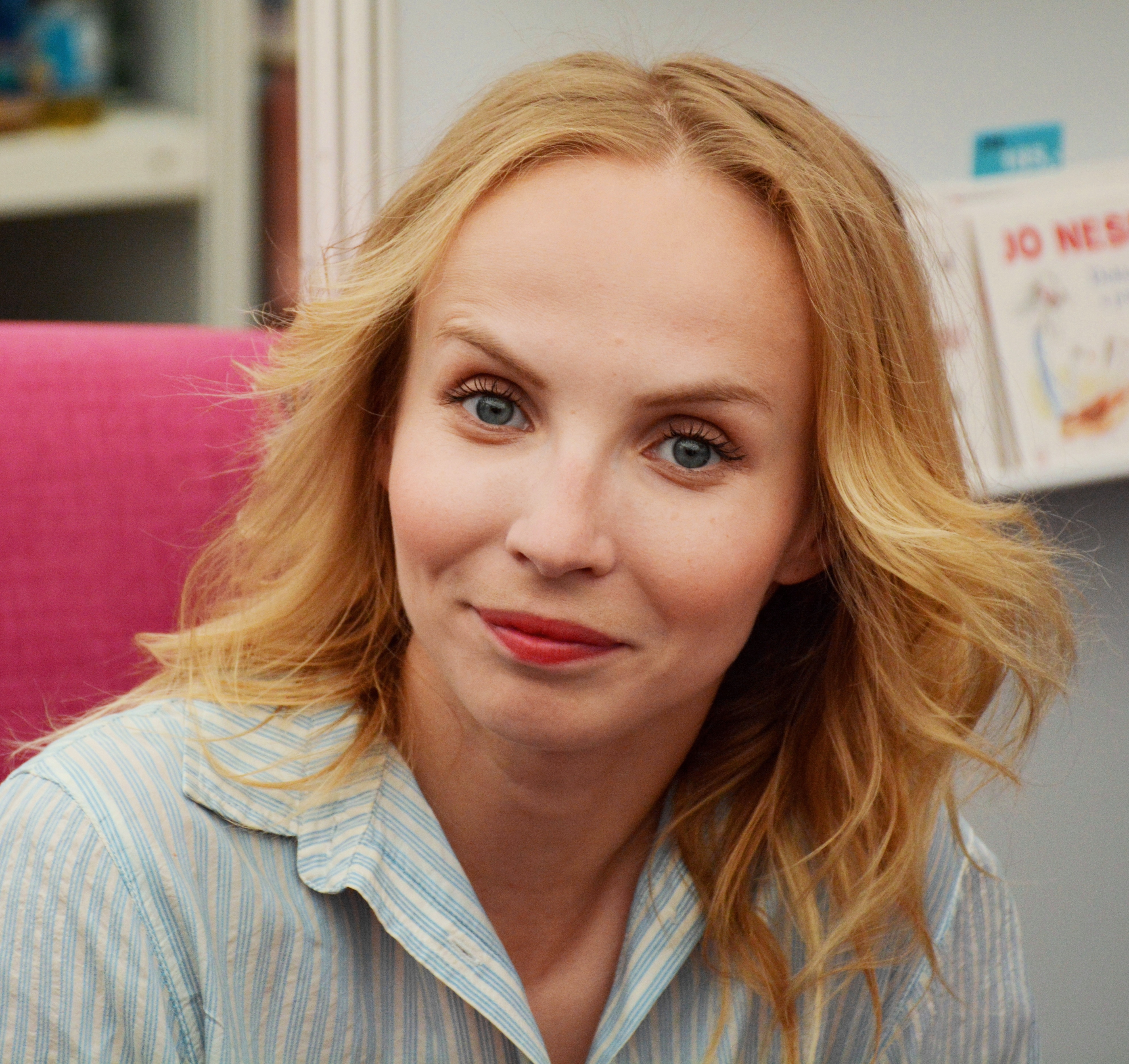
Jana Plodková v roce 2015

Vystudovala Lepařovo gymnázium v Jičíně a následně v roce 2003 činoherní herectví na Divadelní fakultě Janáčkovy akademie múzických umění v Brně; od té doby účinkuje v brněnském HaDivadle a hostuje i na jiných divadelních scénách.
Od roku 2014 je v angažmá v Divadle Na zábradlí; roku 2016 se zúčastnila taneční soutěže StarDance, kde tančila s Michalem Padevětem. Jejím partnerem je optik Filip Žilka.

## Filmografie

### Film
| Rok  | Název                             | Role                           | Poznámka            |
| ---- | --------------------------------- | ------------------------------ | ------------------- |
| 2002 | Příběh vánoční                    |                                | studentský film     |
| 2005 | Nejlepší je pěnivá                | Karolína                       | studentský film     |
| 2005 | Domenica pomeriggio               | Katharina                      | studentský film     |
| 2006 | Setkání v Praze                   | Alena                          |                     |
| 2007 | Vratné lahve                      | Čárkovaná                      |                     |
| 2009 | Průvodkyně                        | manželka                       | studentský film     |
| 2009 | Protektor                         | Hana Vrbatová                  |                     |
| 2009 | Ocas ještěrky                     | žena v realitní kanceláři      |                     |
| 2009 | Doma u Hitlerů                    | Eva Braun                      | divadelní záznam    |
| 2011 | Partition                         | Nika / Nikki / Nikola          | krátkometrážní film |
| 2012 | Čtyři slunce                      | Vénova matka                   |                     |
| 2012 | Polski film                       | Jana Plodáková                 |                     |
| 2013 | Rozkoš                            | Milena                         |                     |
| 2014 | MY 2                              | Ema                            |                     |
| 2015 | Ztraceni v Mnichově               | sekretářka Jana                |                     |
| 2016 | Lída Baarová                      | Hilde Körber                   |                     |
| 2017 | Absence blízkosti                 | Hedvika                        |                     |
| 2017 | Kozy léčí                         | kontrolorka                    | TV film             |
| 2017 | Vyrobeno s láskou                 | maminka Tadeáše                | TV film             |
| 2018 | Čertí brko                        |                                |                     |
| 2018 | Tátova volha                      | Zelenková                      |                     |
| 2019 | Hodinářův učeň                    | zlá sudička Lichoradka         |                     |
| 2019 | Skleněný pokoj                    | vyšetřovatelka StB             |                     |
| 2019 | Teroristka                        |                                |                     |
| 2019 | Noc v Mariandu                    |                                | krátký film         |
| 2020 | Bábovky                           | Linda                          |                     |
| 2021 | Gump – pes, který naučil lidi žít | Kristýna Sušenka               |                     |
| 2021 | Kurz manželské touhy              | kriminalistka                  |                     |
| 2021 | Oslo                              | švédská hosteska               |                     |
| 2021 | Moje slunce Mad                   | Frišta, Nazirova sestra (hlas) |                     |
| 2022 | Mimořádná událost                 | Romana                         |                     |
| 2022 | Vánoční příběh                    | Marcela                        |                     |
| 2022 | Běžná selhání                     | šéfredaktorka                  |                     |
| 2023 | Ostrov                            |                                |                     |
| 2023 | Němá tajemství                    |                                |                     |
| 2023 | Život pro samouky                 | Klára                          |                     |
| 2023 | Tonda, Slávka a kouzelné světlo   | Slávčina matka (hlas)          |                     |
| 2024 | Výjimečný stav                    |                                |                     |
| 2024 | Hello, Welcome                    |                                |                     |
| 2025 | Můry                              |                                |                     |
| 2025 | Karavan                           |                                |                     |

### Televize
| Rok       | Název                               | Role                      |                                                          |
| --------- | ----------------------------------- | ------------------------- | -------------------------------------------------------- |
| 2008      | Comeback                            | policejní psycholožka     | 1 díl (Lupiči)                                           |
| 2009      | Vetřelci a lovci: Zrozen bez porodu | Renáta                    | TV film                                                  |
| 2010      | Ach, ty vraždy!                     | mladá prostitutka         | 1 díl (Hřích profesora Sodomky)                          |
| 2010–2012 | Zázraky života                      | MUDr. Eliška Diamantová   | 28 epizod                                                |
| 2011      | Kriminálka Anděl                    | ředitelka Štěpánová       | 1 díl (Messenger)                                        |
| 2013      | Škoda lásky                         | Ingrid Fojtová            | 1 díl (Hrdina)                                           |
| 2014      | Neviditelní                         | jezina Agla               | 11 epizod                                                |
| 2016      | Já, Mattoni                         | dospělá Alberta Mattoni   | 8 epizod                                                 |
| 2016      | Kosmo                               | kapitánka Milada Musilová | 2 epizody                                                |
| 2016      | Žrouti                              | Simona                    | 6 epizod                                                 |
| 2017      | Dáma a Král                         |                           | 2 díly (Vražedné známosti a Jak svět přichází o doktory) |
| 2017      | Svět pod hlavou                     | zpěvačka                  | 1 díl (Mrtvý lidi)                                       |
| 2017      | Single Man                          | Sabina Krátká             | 1 díl (Levá, kam se podíváš)                             |
| 2017      | Taxikář                             | Sabina Krátká             | 1 díl (Revival pitomců)                                  |
| 2017-2018 | Single Lady: Jízda v Óčku           | Sabina Krátká             | 10 epizod                                                |
| 2018      | Stylista                            | ona sama                  | internetový seriál, díl: „Festival ve Varech“            |
| 2019      | Černé vdovy                         | Renata Jůzlová            | 1. řada, televizní seriál, hlavní role                   |
| 2021      | Třídní schůzka                      | Fojtová                   | internetový seriál                                       |
| 2021      | Osada                               | Dagmar Krausová           | televizní seriál                                         |
| 2023      | Černé vdovy                         | Renata Jůzlová            | 2. řada, televizní seriál, hlavní role                   |
| 2024      | Smetana                             | Lízinka                   | TV film                                                  |
| 2024      | Náhradníci                          | Eva                       |                                                          |
| 2024      | Stíny v mlze                        | Jana Švarcová             | 1 díl (Poslední naděje)                                  |
| 2024      | To se vysvětlí, soudruzi!           | Zajícová                  | 3 díly                                                   |
| 2025      | Případy mimořádné Marty             | Dita Fišerová             | 2. řada, televizní seriál, hlavní role                   |

## Ocenění
| Rok  | Film                | Cena                       | Kategorie        | Výsledek |
| ---- | ------------------- | -------------------------- | ---------------- | -------- |
| 2009 | Protektor           | Český lev                  | Hlavní herečka   | vítězka  |
| 2012 | Polski film         | Český lev                  | Vedlejší herečka | nominace |
| 2013 | Rozkoš              | Český lev                  | Hlavní herečka   | nominace |
| 2013 | Rozkoš              | Ceny české filmové kritiky | Hlavní herečka   | nominace |
| 2015 | Ztraceni v Mnichově | Český lev                  | Hlavní herečka   | nominace |